# Квінт Фабій Максим (консул-суфект 45 року до н. е.)
Квінт Фа́бій Макси́м (лат. Quintus Fabius Maximus; 92 до н. е. — 31 грудня 45 до н. е.) — політичний та військовий діяч Римської республіки, консул-суффект 45 року до н. е.

## Життєпис
Походив з патриціанського роду Фабіїв. Син Квінта Фабія Максима. У 57 році до н. е. став курульним еділом. Під час своєї каденції відновив тріумфальну арку Квінта Фабія Максима Алоброзького на римському форумі. З початком громадянської війни поміж Гаєм Юлієм Цезарем та Гнеєм Помпеєм Великим підтримав першого. У 48 році до н. е. був обраний претором. У 46—45 роках до н. е. займав посаду легата Цезаря в Іспанії. З початком повстання синів Помпея проти влади Цезаря, Фабій запросив підтримки з Риму, водночас захопив місто Мунда й взяв в облогу Урсон.
Повернувшись до Риму, Квінт Фабій Максим 1 жовтня 45 року до н. е. заступив на посаду консула-суффекта. Цезар дозволив йому відсвяткувати тріумф над Іспанією, попри те, що він не мав там ані самостійного командування, ані великих досягнень, але 31 грудня цього ж року Квінт Фабій раптово помер.

## Родина
Діти:
- Фабія Пауліна
- Павло Фабій Максим, консул 11 року до н. е.
- Африкан Фабій Максим, консул 10 року до н. е.